# 78 Virginis
78 Virginis, som är stjärnans Flamsteed-beteckning, är en ensam stjärna i den mellersta delen av stjärnbilden Jungfrun, som också har Bayer-beteckningen o Virginis och variabelbeteckningen CW Viginis. Den har en genomsnittlig skenbar magnitud på ca 4,92 och är svagt synlig för blotta ögat där ljusföroreningar ej förekommer. Baserat på parallaxmätning inom Hipparcosuppdraget på ca 17,7 mas, beräknas den befinna sig på ett avstånd på ca 185 ljusår (ca 57 parsek) från solen. Den rör sig närmare solen med en heliocentrisk radialhastighet på ca -10 km/s.

## Egenskaper
78 Virginis är en vit till blå stjärna i huvudserien av spektralklass ApEuCrSr, som visar starka linjer av strontium, krom och andra element högre än järn i spektret. Den har en massa som är ca 2,2 solmassor, en radie som är ca 2,1 solradier och utsänder ca 27 gånger mera energi än solen från dess fotosfär vid en effektiv temperatur på ca 9 100 K.
78 Virginis är en roterande variabel av Alfa2 Canum Venaticorum-typ (ACV), som varierar mellan visuell magnitud +4,91 och 4,99 med en period av 3,722 dygn. Den är den andra stjärnan efter solen som har observerats ha ett magnetfält och visar en dipolstruktur med en ytintensitet på omkring 3,3 kG. Den är troligen också en snabbt oscillerande Ap-stjärna (roAp).